# 1238

## Събития
- 4 март – Войските на Владимир-Суздал, водени от Юрий II, претърпяват пълно поражение от армията на Монголската империя в битката при река Сит